# ジュゼッペ・パターネ

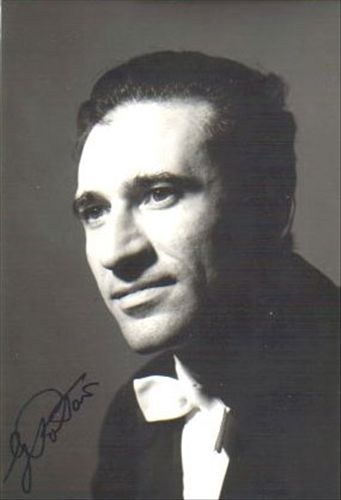
サイン付き肖像写真

ジュゼッペ・パタネ（パタネー）（Giuseppe Patanè ,1932年1月1日 - 1989年5月29日）は、イタリアの指揮者である。特にオペラを得意としていた。父親は同じ指揮者のフランコ・パタネ。

## 生涯
イタリアのナポリに生まれる。同地のナポリ音楽院（サン・ ピエトロ・ア・マジェッラ音楽院）で学び、チレアらに師事する。1948年、16歳の時にヴェネツィアのメルカダンテ劇場でヴェルディの『椿姫』を指揮してデビューをする。1951年にサン・カルロ劇場の副指揮者を務める。
イギリス、エジプト、南アフリカ、スイス、西ドイツなど各地でオペラを指揮した後、1961年からリンツ歌劇場の音楽監督に就任する。就任中はイタリアの各劇場で指揮活動を行う。1962年にはベルリン・ドイツ・オペラを中心にドイツやオーストリアで活動。1969年はミラノ・スカラ座にデビューを果たす。スカラ座でのデビュー以降はイタリア・オペラの指揮者として世界的に活躍し、メトロポリタン歌劇場、サンフランシスコ歌劇場、バイエルン国立歌劇場など多くの歌劇場に客演する。1982年から1984年までアメリカ交響楽団の首席指揮者を務める。
1989年の5月29日に、バイエルン国立歌劇場でロッシーニのオペラ『セビリアの理髪師』を上演中に心臓発作で倒れ、そのまま急死した。
僅か8歳でマスカーニの助手（レペティトゥール）を務めるほどの神童であった。またオペラを250曲以上暗譜しており、イタリア・オペラのみならず、サン＝サーンスの『サムソンとデリラ』などのフランス・オペラも録音している。
最後の録音はロッシーニ『セビリアの理髪師』で、デッカ・レコードに1988年に行っている。

## 参考資料
- 世界の指揮者名鑑866（音楽之友社）
- ロッシーニ:『セビリアの理髪師』全曲のブックレート（デッカ・レコード）